# Margerie-Chantagret
Margerie-Chantagret è un comune francese di 682 abitanti situato nel dipartimento della Loira della regione dell'Alvernia-Rodano-Alpi.

## Società

### Evoluzione demografica
Abitanti censiti